# Lepanthes lenticularis
Lepanthes lenticularis är en orkidéart som beskrevs av Carlyle August Luer och Béhar. Lepanthes lenticularis ingår i släktet Lepanthes och familjen orkidéer. Inga underarter finns listade i Catalogue of Life.